# Вулиця Лідавська (Луцьк)
Вулиця Лідавська — промислова вулиця в Завокзальному житловому районі Луцька.
Починається від вулиці Карпенка-Карого, проходить паралельно залізничній колії до вулиці Наливайка. Забудована складськими приміщеннями та невеликими підприємствами.

## Історія
Вулиця утворилась в післявоєнний період на землях колишнього державного маєтку Лідавка.

## Будівлі та установи
- Луцький м'ясокомбінат № 1 — вулиця Лідавська, 2
- «Міст Експрес»[1] — вулиця Лідавська, 2
- Офіс фірми «Компо»[2] — вулиця Лідавська, 13